# Pilularia
Pilularia is een klein geslacht met vijf soorten varens uit de pilvarenfamilie (Marsileaceae). Het zijn kleine, aquatische varens, die met hun lange, draadvormige bladsteel zonder blaadjes helemaal niet lijken op enige andere varen.
Ze zijn verspreid over de gematigde streken van het Noordelijk halfrond, Australië, Nieuw-Zeeland en Zuid-Amerika. Er zijn twee Europese soorten, waarvan één, de pilvaren, ook in België en Nederland voorkomt.

## Naamgeving en etymologie
- Synoniemen: Calamistrum O. Ktze. (1891)
- Duits: Pillenfarn

De botanische naam Pilularia is afgeleid van het Latijnse 'pilula' (balletje), naar de vorm van de sporocarpen.

## Kenmerken

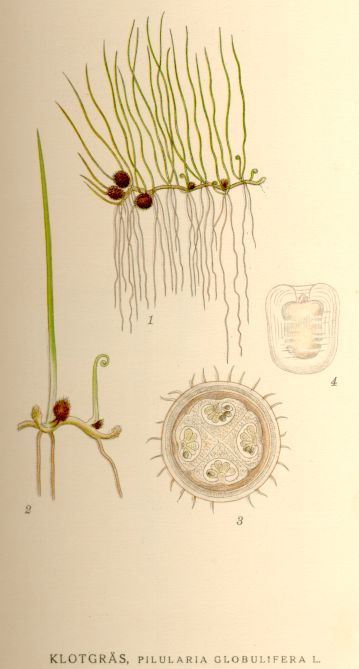
Pilvaren, plant met sporocarpen

Pilularia-soorten zijn kleine waterplanten die met een kruipende, dichotoom vertakte en gelede rizomen in de bodem wortelen. De dunne, rechtopstaande bladstelen dragen geen blaadjes maar zijn draad- of buisvormig, wat ze doen lijken op gras of biezen. Ze kunnen daarvan onderscheiden worden doordat de jonge bladen, net als bij de meeste varens, opgerold zijn.
De sporenhoopjes of sori zitten verzameld in bolronde, bruine sporocarpen, in oorsprong gemodificeerde bladen, die op korte steeltjes staan en ontspringen uit de basis van de bladstelen. Elke sporocarp telt slechts twee of vier sporenhoopjes, die twee soorten sporen bevatten, de kleine (mannelijke) micro- en de grotere (vrouwelijke) macrosporen (heterosporie).
Bij rijping en in contact met water opent de sporocarp zich met twee of vier kleppen, naargelang het aantal sporenhoopjes, en laat zijn inhoud vrij als gelatineuze druppels, waarin de bevruchting gebeurt en de gametofyten zich endospoor (binnen de spore) ontwikkelen.

## Habitaten verspreiding
Pilularia-soorten zijn aquatische of semi-aquatische planten die in tijdelijke of permanent poelen met modderige bodems groeien, waar ze minstens een deel van het jaar in het water staan. Ze zijn verspreid over de gematigde streken van het Noordelijk halfrond, in de bergen van Ethiopië, in Australië, Nieuw-Zeeland en zuidelijk- en westelijk Zuid-Amerika.
Eén soort, de pilvaren (P. globulifera) komt in West- en Midden-Europa voor en is ook inheems in België en Nederland. Pilularia minuta is een zeldzame plant van het Middellandse Zeegebied.

## Taxonomie enfylogenie
In de recente taxonomische beschrijving van Smith et al. (2006) is het geslacht Pilularia samen met Marsilea en Regnellidium opgenomen in de familie Marsileaceae. Het omvat vijf soorten.
De typesoort is Pilularia globulifera L. (1753).

### Soortenlijst
- Pilularia americana A. Braun (1864)
- Pilularia globulifera L. (1753)
- Pilularia minuta Durieu (1838)
- Pilularia novae-hollandiae A.Br. (1864)
- Pilularia novae-zelandiae Kirk (1877)